# Bahnstrecke Saal–Kelheim
| Streckennummer (DB): | 5853                 |                                                      |                                                      |
| Kursbuchstrecke (DB): | ex 411e (1963)       |                                                      |                                                      |
| Kursbuchstrecke: | 411n (1946, 1944)    |                                                      |                                                      |
| Streckenlänge: | 5,5 km               |                                                      |                                                      |
| Spurweite: | 1435 mm (Normalspur) |                                                      |                                                      |
| Maximale Neigung: | 5 ‰                  |                                                      |                                                      |
| Minimaler Radius: | 1000 m               |                                                      |                                                      |
| |                      |                                                      |                                                      |
| \| \| \| von Regensburg \| \| \| \| 0,00 \| Saal (Donau) \| Saal (Donau) \| \| \| \| nach Ingolstadt \| \| \| \| 0,50 \| Anst Zellwolle-Fabrik Kelheim Fibres und Kanalhafen \| Anst Zellwolle-Fabrik Kelheim Fibres und Kanalhafen \| \| \| 2,61 \| Kelheim Ost früher Affecking \| Kelheim Ost früher Affecking \| \| \| 4,58 \| Kelheim \| Kelheim \| \| \| 5,50 \| Kelheim Donauumschlagstelle und Zellstoff-Fabrik PWA \| Kelheim Donauumschlagstelle und Zellstoff-Fabrik PWA \| \| \| \| \| \| \| Quellen: [2] \| \| \| \| |                      |                                                      |                                                      |
| Strecke |                      | von Regensburg                                       | von Regensburg                                       |
| Bahnhof | 0,00                 | Saal (Donau)                                         | Saal (Donau)                                         |
| Abzweig geradeaus und nach links |                      | nach Ingolstadt                                      | nach Ingolstadt                                      |
| Abzweig ehemals geradeaus und nach rechts | 0,50                 | Anst Zellwolle-Fabrik Kelheim Fibres und Kanalhafen  | Anst Zellwolle-Fabrik Kelheim Fibres und Kanalhafen  |
| Haltepunkt / Haltestelle (Strecke außer Betrieb) | 2,61                 | Kelheim Ost früher Affecking                         | Kelheim Ost früher Affecking                         |
| Bahnhof (Strecke außer Betrieb) | 4,58                 | Kelheim                                              | Kelheim                                              |
| | 5,50                 | Kelheim Donauumschlagstelle und Zellstoff-Fabrik PWA | Kelheim Donauumschlagstelle und Zellstoff-Fabrik PWA |
| |                      |                                                      |                                                      |
| Quellen: |                      |                                                      |                                                      |

Die Bahnstrecke Saal–Kelheim war eine Nebenbahn in Bayern. Sie führte von Saal an der Donau nach Kelheim.

## Geschichte

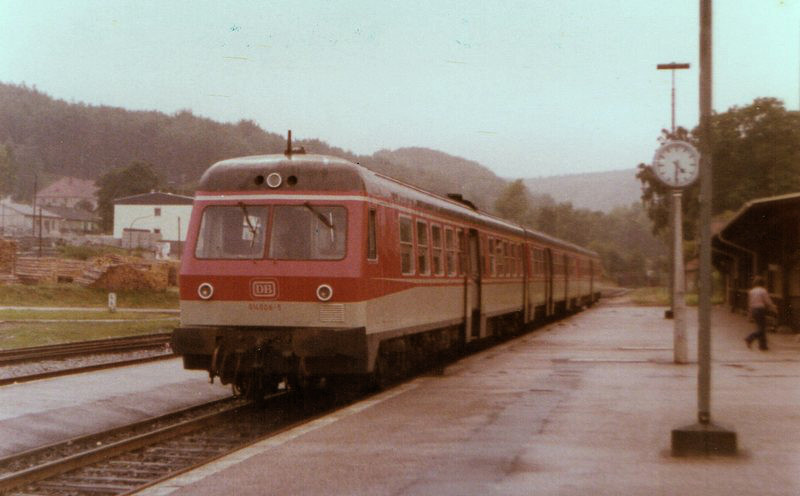
Dieseltriebzug der Baureihe 614 in Pop-Lackierung im Bahnhof Kelheim im Juli 1975

Bei der Planung der zwischen 1869 und 1874 errichteten Donautalbahn in Bayern war die genaue Streckenführung zunächst umstritten. Die Städte Kelheim und Abensberg bestanden beide auf einem direkten Bahnanschluss. So ließ das Gesetz über den Bahnbau vom 29. April 1869 die genau Linienführung offen. Die Kelheimer Variante hätte allerdings den Bau eines teuren Tunnels parallel zum Donaudurchbruch bei Weltenburg erfordert, weshalb schließlich Abensberg den Zuschlag bekam. Als Ausgleich wurde eine 5,5 km lange Stichbahn zwischen Saal a. d. Donau und Kelheim gebaut, die am 15. Februar 1875 eingeweiht wurde.
Vom Endbahnhof Kelheim führte ein Anschlussgleis weiter zu einer Schiffsanlegestelle an der Donau. Diese wurde gleichzeitig mit der Bahn gebaut und war in den Streckenverzeichnissen als Station Kelheim Donauumschlagstelle aufgeführt. Zu dem am anderen Donauufer gelegenen Kanalhafen bestand keine Bahnverbindung, so dass der Warenumschlag zwischen Bahn und Ludwigskanal unbedeutend blieb. An der Lände befand sich auch ein Verladegleis eines Steinbruchs und schon bald die neu gegründete Zellulosefabrik. Im Zuge von deren Erweiterung wurde die Lände 1915 aufgegeben.
Der in den Kursbuch Winter 1941/42 noch als Affecking aufgeführte Haltepunkt hieß im Kursbuch 1943 (und auch noch 1976) Kelheim Ost.

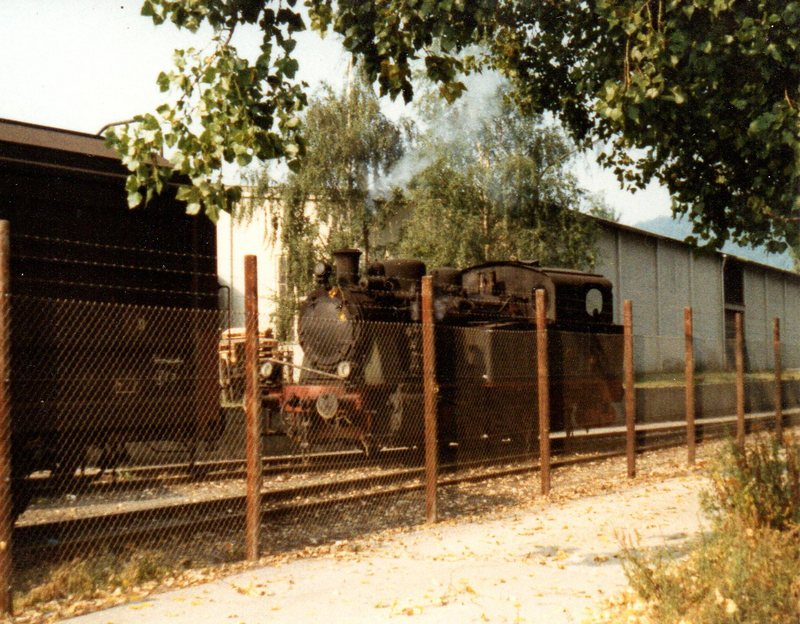
Werkslok der Zellstofffabrik Kelheim 1979

Das Zellstoff-Werk der Papierwerke Waldhof-Aschaffenburg, bediente sein Gelände mit einer eigenen Werksbahn und sorgte so für regen Güterverkehr. Noch Ende der 1970er Jahre waren hier zwei Dampf-Rangierloks im Einsatz, die beide noch existieren. Nummer 1 befindet sich heute bei der Dampflok-Gemeinschaft 41 096. Die 1936 bei Krauss-Maffei gebaute Nummer 2, genannt „Emma“, ist über die Museumsbahn Dollnstein–Rennertshofen in das Bayerische Eisenbahnmuseum in Nördlingen gelangt.
Der Personenverkehr war zeitweise rege. 1944 verkehrten acht Zugpaare. 1963 verkehrten werktags 16 Zugpaare als Triebwagen mit 2. Klasse, vier davon durchgängig von und nach Regensburg. Ab den 1970er Jahren fuhren bis zur Stilllegung 1988 nur noch drei Zugpaare mit dem VT 614 zu für den Berufs- und Schülerverkehr unattraktiven Zeiten.
1978 wurde mit dem Main-Donau-Kanal ein Industriehafen errichtet, der für regen Güterverkehr sorgt.
Am 29. Mai 1988 wurde der Personenverkehr eingestellt.
Durch den Konkurs des Zellstoffwerks 1993 entfiel der Güterkunde am Streckenende. Folglich wurde die Bedienung ab dem Anschluss der Zellwolle-Fabrik am 2. Januar 1997 eingestellt.
Auf einen Antrag vom 2. Dezember 1997 wurden diese 5,0 km der Strecke am 28. Februar 1998 vom Eisenbahnbundesamt offiziell stillgelegt. Lediglich die 500 Meter ab dem Bahnhof Saal (Donau) blieben als Anschlussgleis zur Zellwolle-Fabrik der Firma Kelheim Fibres und zum Kanalhafen in Betrieb. 2015 wurde die Teilstrecke ab Kelheim Fibres entwidmet und steht somit nicht mehr für den Bahnverkehr zur Verfügung.

## Heutiger Zustand
Heute sind auf weiten Teilen der Strecke noch Gleisreste vorhanden. Auf dem Gelände der Zellstofffabrik ist das Gewerbe- und Wohngebiet Donaupark entstanden. In das Empfangsgebäude des Bahnhofs Kelheim ist im Jahr 2002 die Polizeiinspektion eingezogen. Auf dem verbliebenen Reststück sorgen die Zellwolle-Fabrik und der Verkehr vom Kalkwerk Saal zum Kanalhafen weiterhin für einen regen Güterverkehr.
2023 unterstützte das Bayerische Verkehrsministerium mit 360.000 Euro den Zweckverband Häfen im Landkreis Kelheim für die Erneuerung einer Eisenbahnüberführung der Hafenbahn. Außerdem erhielt die KM Süd Invest GmbH zwei Mio. Euro, um mehrere Gleise für den Güterverkehr zu reaktivieren. Die feierliche Übergabe erfolgte am 21. Dezember 2024.
Der öffentliche Personennahverkehr wird mit mehreren Buslinien der Verkehrsgemeinschaft Landkreis Kelheim durchgeführt.